# Fergus McDuck
Fergus McDuck (No Brasil: Fergus McPato ou Fergus Mac Patinhas) é o pai de Patinhas (Tio Patinhas), Hortênsia MacPatinhas e Matilda Mac Patinhas. É avô do Pato Donald e de Dumbela Pato, bisavô de Huguinho, Zezinho e Luisinho, e sogro de Patoso. Seus pais são Chico Mac Patinhas e Maria Patilha.
O Tio Patinhas ganhou a sua primeira moeda graças a seu pai, Fergus Patinhas, que pediu a um amigo que fosse engraxar os sapatos e pagasse com uma moeda americana (pois eles estavam na Escócia, onde a moeda oficial era o paunt). É por isso que a 1ª moeda do Tio Patinhas é de 10 cents de dólar.

## A amabilidade de Fergus
Fergus amava muito a sua família, querendo tudo de bom para ela. Sua mulher, a mãe do Tio Patinhas, era Donilda O'Pata. Defendeu Hortênsia e Matilda da Maga Patalógika, e deu muitas lições de vida a seu filho, Patinhas McPatinhas, contando-lhe as histórias de seus antepassados (o clã Patinhas).

## Biografia
Fergus nasceu em Glasgow em 1835, filho de Chico Mac Patinhas e Maria Patilha, que trabalhavam como mineradores de carvão na época. Ele passou a maior parte de sua vida como operário. Mais tarde, ele se casou com Donilda O'Pata, sua esposa nas histórias de Rosa, que se tornou a mãe de três de seus filhos - Patinhas, Matilda e Hortênsia (e se for levar em consideração as histórias italianas, também são pais de Gideão). De acordo com uma história de William Van Horn, Fergus em algum momento após a morte de Donilda O'Pata teve um breve casamento com uma mulher não identificada, com quem teve um filho chamado Patusco.
O resto da biografia de Fergus é mostrado em A Saga do Tio Patinhas. Em 1877, ele incentivou seu filho a trabalhar para ter seu próprio dinheiro. A inteligência, o trabalho duro e a ambição de Patinhas fizeram seu pai acreditar que ele seria capaz de restaurar à antiga glória do Clã McDuck. Na história "Dinheiro e Destino", é revelado que a "Moedinha Número Um" era de Fergus, que a tinha dado ao homem que pagou Patinhas para engraxar seus sapatos.
Em 1885, as terras hereditárias do Clã teriam sido confiscadas devido à incapacidade de Fergus para pagar seus impostos. Mas Patinhas gastou suas economias na época (10.000 dólares) para pagar os impostos e se tornou o novo proprietário de suas terras. Enquanto Patinhas esteve viajando pelo mundo, Fergus e sua família voltaram para o Castelo McDuck, abandonado por séculos na Colina Sinistra. A família continuou a trabalhar para pagar os impostos enquanto Patinhas mandava uma parte do dinheiro que ganhava nas viagens. Fergus ficou viúvo em 1897.
Patinhas ficou rico no Klondike e voltou para a Escócia em 1902 como um bilionário. A intenção original de Patinhas era se estabelecer na Escócia, mas ele mudou rapidamente de ideia e decidiu se mudar para os Estados Unidos, querendo levar sua família junto. Suas irmãs aceitaram, mas Fergus decidiu ficar. Ele morreu durante a noite, aos 72 anos, e se reuniu com sua esposa Donilda e o resto do Clã McDuck quando seus três filhos deixaram a Escócia.
Na história "Uma Carta de Casa" de Don Rosa é revelado que Fergus tentou encontrar a Ordem dos Templários, um tesouro escondido no castelo por um de seus antepassados. Embora Fergus tenha decidido não contar a Patinhas sobre o tesouro, ele mesmo o encontrou e segundo sua filha Matilda McDuck, escondeu o segredo dele porque desaprovava a ganância de Patinhas. No meio de seu caminho para o tesouro, Patinhas, Matilda e os sobrinhos encontram uma carta de Fergus, que acreditava que seu filho iria eventualmente encontrar esse tesouro algum dia, revelando que o motivo pelo qual ele escondeu o segredo, é que achava que Patinhas se sentiria bem melhor construindo sua própria fortuna, do que herdando uma.
Fergus aparece no episódio "A Moedinha Número Um" do DuckTales clássico de 1987, que contava a juventude de Patinhas. No reboot de 2017, Fergus também está presente e aparece no episódio "O Segredo do Castelo McPato!", tendo sobrevivido até os dias atuais porque Patinhas reconstruiu o Castelo McDuck usando pedras mágicas que garantiram a seus pais a imortalidade. O relacionamento de Patinhas e Fergus nessa animação é inicialmente tenso, com o pai expressando um aparente descontentamento com seu filho; embora, na realidade, ele estava chateado porque Patinhas não tinha feito parte de sua vida. Mais tarde, eles se reconciliam após Fergus revelar que foi ele quem deu a Patinhas sua moeda número um, por meio de Burt, o escavador de fossas, a fim de dar a ele um presente de "consolação", já que não tinha condições de comprar brinquedos.
No jogo de vídeo game Ducktales 2 de 1993, Tio Patinhas e seus sobrinhos encontram um mapa que levava ao tesouro perdido de um personagem chamado Fergus McDuck. No entanto, este personagem não é o pai de Patinhas, mas sim seu tio-bisavô.

## Nomes em outros idiomas
- Alemão: Dietbert Duck
- Dinamarquês: Frederik von And
- Finlandês: Fergus McAnkka
- Francês: Fergus McPicsou
- Grego: Φέργκους Μακ Ντακ
- Holandês: Fergus McDuck
- Inglês: Fergus McDuck
- Italiano: Fergus de Paperoni
- Norueguês: Fergus McDuck
- Polonês: Fergus McKwacz
- Sueco: Fergus von Anka